# Linnéa Bergholtz
Edit Linnéa Elisabet Bergholtz, född 29 maj 1929 i Herrljunga, död 1 april 2018, var en svensk skulptör och grafiker.
Bergholtz studerade konst i England och vid Slöjdföreningens skola och Gustavus Primus målarskola i Göteborg, Gerlesborgsskolan samt vid Hovedskous målarskola. Hennes konst består av stilleben, porträtt, modellfigurer och landskapsmålningar i olika tekniker. Bergholtz är representerad vid Malmöhus läns landsting.